# William L. Lane
William L. Lane (1931-1999) est un théologien méthodiste américain, exégète du Nouveau Testament et professeur d'études bibliques.

## Biographie
William Lane a obtenu son baccalauréat ès lettres (B.A.) à l'Université Wesleyan, sa maîtrise divinitatis (Master Divinity) à la Gordon Divinity School (1955), sa maitrise en théologie (Th.M.) au Séminaire théologique de Westminster (1956), et de son doctorat de théologie (th.D.) à la Harvard Divinity School.

## Carrière académique
William Lane a commencé sa carrière académique comme professeur de Nouveau Testament et d'études judaïques au Séminaire théologique de Gordon-Conwell (en). Il a ensuite été professeur d'études religieuses à l'Université de Western Kentucky pendant quinze ans.
Pendant ce temps, il est devenu le mentor du chanteur et auteur-compositeur chrétien Michael Card (en).
Il a également reçu le prix du "Professeur de l'année" ("Professor of the Year") pour ses "contributions remarquables en recherche ou en créativité" pour l'année universitaire 1983-1984.
William Lane a rejoint l'Université du Pacifique de Seattle (en) en tant que doyen de la faculté de théologie ("School of Religion") en 1989.
Il a été nommé "Professeur de l'année" par les étudiants en 1992 et a été titulaire de la chaire Paul T. Walls en études wesleyennes et bibliques de 1993 à sa retraite en 1997.
En plus de ces fonctions, Lane a également été l’un des traducteurs de la New American Standard Bible (en) et de la New International Version.

## Décès et héritage posthume
À sa retraite, William Lane a déménagé avec sa femme à Franklin dans le Tennessee, où ils ont ouvert une bibliothèque de recherche biblique résidentielle et un centre de formation. Lane est décédé d'un cancer dans un hôpital près de Nashville (Tennessee), le 8 mars 1999.

## Publications
Le professeur Lane est l'auteur ou l'éditeur de plusieurs ouvrages notables, notamment l'Encyclopédie des missions chrétiennes modernes - The Encyclopedia of Modern Christian Missions (1967), Le Nouveau Testament parle - The New Testament Speaks (1969), l'Évangile selon Marc dans Le Nouveau Commentaire international sur le Nouveau Testament (en) (1974) et le commentaire en deux volumes sur l'Épître aux Hébreux dans le Commentaire biblique mondial (en) (1991), qui a reçu en 1993 le Prix du Christianity Today Critic's Choice dans la catégorie « Livre de l'année ».

## Travaux

### Livres
- William L. Lane, Glenn W. Barker et J. Ramsey Michaels, The New Testament speaks, New York, Harper & Row, 1969
- William L. Lane, Glenn W. Barker et J. Ramsey Michaels, The Gospel according to Mark : the English text with introduction, exposition, and notes, Grand Rapids, MI, Eerdmans, coll. « New International Commentary on the New Testament », 1974, 652 p. (ISBN 978-0-8028-2502-5)
- William L. Lane, Ephesians, Philippians, Colossians, 1 and 2 Thessalonians, Nashville, TN, Holman, coll. « Understanding the New Testament », 1978 (ISBN 978-0-87981-116-7)
- William L. Lane, A Call to Commitment : Responding to the Message of Hebrews, Nashville, TN, Thomas Nelson, 1985 (ISBN 978-0-8407-5948-1)
- William L. Lane, Hebrews 1-8, vol. 47a, Waco, TX, Word Books, coll. « Word Biblical Commentary », 1991, 211 p. (ISBN 978-0-8499-0246-8)
- William L. Lane, Hebrews 9-13, vol. 47b, Dallas, TX, Word Books, coll. « Word Biblical Commentary », 1991, 617 p. (ISBN 978-0-8499-0935-1)

### Éditorial
- The Encyclopedia of Modern Christian Missions : The Agencies, Nashville, TN, Thomas Nelson, 1967 (OCLC 398812)

### Articles
- Lane, « Redaktionsgeschichte and the de-historicizing of the New Testament Gospel », Bulletin of the Evangelical Theological Society, vol. 11, no 1,‎ hiver 1968, p. 27–33
- Lane, « From Historian to Theologian: Milestones in Markan Scholarship », Review & Expositor, vol. 75, no 4,‎ fall 1978, p. 601–617